# Pierina Legnani

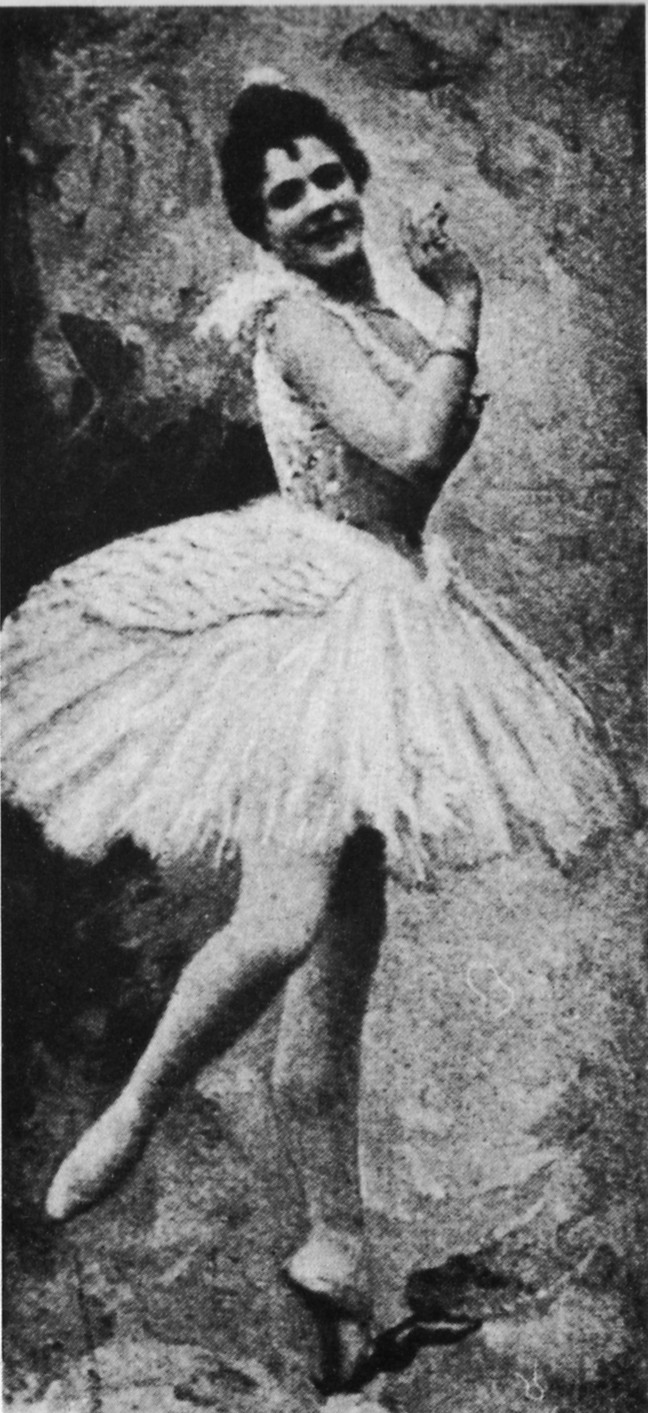
Legnani als Odette in Schwanensee, 1895

Pierina Legnani (* 1. Oktober 1868 in Mailand; † 15. November 1930 ebenda) war eine italienische Balletttänzerin. Sie gilt als brillante Technikerin, auf Grund ihrer Fähigkeiten wurde sie die erste Prima Ballerina Assoluta der Ballettgeschichte.

## Leben
Legnani erhielt ihre tänzerische Ausbildung an der Ballettschule des Teatro alla Scala in Mailand. Im Jahr 1888 wurde sie in die Ballettkompanie der Scala übernommen und 1892 zur Primaballerina ernannt.
1893 wechselte Legnani in die Ballettkompanie des Mariinski-Theaters in Sankt Petersburg, dessen Ballettdirektor Marius Petipa war. Selbiger schrieb für die von ihm als beste Tänzerin ihrer Zeit betitelte Ballerina eigene Choreografien oder änderte Choreografien so um, dass Legnani ihre technischen Fertigkeiten zeigen konnte. So wurden zum Beispiel in die Coda des Pas de deux im 3. Akt von Tschaikowskis Schwanensee 32 fouettés en tournant eingefügt, ein Kunststück, welches damals allein Legnani beherrschte. Mit der Darstellung der Doppelrolle der Odette und der Odile in Schwanensee in der Choreografie von Petipa und seines ehemaligen Schülers Lew Iwanow wurde gemeinsam die bedeutendste Interpretation dieses Werkes geschaffen, die auch noch heute Grundlage vieler Inszenierungen des Balletts ist.
1901 beendete Legnani ihre Karriere als Tänzerin in dem von Petipa choreografierten Ballett Camargo. Sie zog sich anschließend in ihre Heimatstadt Mailand zurück und wirkte dort noch in der Prüfungskommission der Scala mit.

## Rollen und Ballette (Auswahl)
- 1893: Cinderella in Cinderella
- 1894: Swanhilda in Coppélia
- 1895: Odette/Odile in Schwanensee
- 1895: Ella in Le Talisman
- 1896: Weiße Perle in La Perle
- 1898: Raimonda in Raimonda
- 1899: Medora in Le Corsaire
- 1901: Marie Camargo in Camargo